# Mike Sexton
Pour les articles homonymes, voir Sexton.
Mike Sexton, né le 22 septembre 1947 à Shelby dans l'Indiana et mort le 6 septembre 2020 à Las Vegas, est un joueur de poker professionnel et commentateur du World Poker Tour. Il est membre du Poker Hall of Fame.

## Biographie

### Enfance
Sexton était gymnaste et a fréquenté l'Université d'État de l'Ohio.
Il a rejoint l'armée américaine en tant que parachutiste affecté à la 82nd Airborne Division en 1970. Pendant qu'il était dans l'armée, il a enseigné la danse de salon et un de ses clients l'a convaincu d'essayer d'être vendeur, ce qu'il a continué à faire après la fin de son engagement de deux ans. Après un certain temps, il s'est rendu compte qu'il pouvait gagner plus d'argent en jouant au poker qu'en tant que vendeur, alors il a commencé le poker en 1977. En 1985, il a déménagé au Nevada pour jouer au poker à plein temps. Sexton était bien connu du monde du poker et de Stu Ungar. À la mort d'Ungar, Sexton fut porteur et orateur à ses funérailles.

## Carrière

### Joueur

#### World Poker Tour
Pour le World Poker Tour (WPT), Sexton a été quinze fois ITM, a atteint quatre fois les tables finales et a remporté le WPT Montréal 2016. Le prix était de 317 896 $US, pour un buy-in[Quoi ?] de 3 850 $CAD par joueur. Depuis, ses gains en carrière au WPT sont de 998 967 $, le classant à la 216e place pour les gains du WPT, ainsi que la 39e place pour les apparitions à la table finale du WPT.
De 2003 à 2017, il a été commentateur du WPT avec Vince Van Patten.

#### World Series of Poker
Sexton avait remporté plusieurs tournois, dont un bracelet des World Series of Poker en 1989, et plus de 5 400 000 $ en gains totaux de tournois.
Le 27 juin 2006, Sexton a remporté le troisième tournoi annuel des World Series of Poker Tournament of Champions, et avec lui le premier prix de 1 000 000 $. En juillet 2012, Sexton a terminé à la 9e place de l'événement WSOP « Big One for One Drop », lui rapportant 1 109 333 $, le plus gros gain de sa carrière.

### Carrière de commentateur
Ancien commentateur du World Poker Tour, aux côtés de Vince Van Patten, Sexton était le président de PartyPoker.com, une salle de poker en ligne. Il a écrit pour Card Player Magazine et le Gambling Times. Il a fondé le désormais défunt Tournament of Champions of Poker, qui ne permettait aux vainqueurs de tournois de l'année précédente de s'affronter. Sexton a terminé 10e dans une épreuve préliminaire aux World Series of Poker 2005 et aussi dans les 16 derniers de Poker Superstars II.

## Charité
Sexton a fait don de la moitié de ses gains après impôts provenant de sa victoire en 2006 du troisième tournoi annuel des World Series of Poker Tournament of Champions, et avec lui le premier prix de 1 000 000 $, à cinq organismes de bienfaisance. Il s'est engagé à faire de même avec tous les gains futurs. Début 2009, Sexton avec Linda Johnson, Jan Fisher et Lisa Tenner, a créé PokerGives.org, une organisation à but non lucratif qui offre aux joueurs de poker un moyen plus simple de donner à des œuvres caritatives.

## Distinctions
Sexton a été sélectionné pour le Poker Hall of Fame en 2009. Pour l'ensemble de son travail de promotion du poker, Sexton est souvent connu comme «l'ambassadeur du poker». Le 15 février 2006, Sexton a été reconnu comme le meilleur ambassadeur du poker lors du gala des prix du joueur de l'année du magazine Card Player.
Le 21 juillet 2022, le WPT Champions Cup est renommé Mike Sexton WPT Champions Cup.

## Décès
Sexton est décédé le 6 septembre 2020, après avoir reçu un diagnostic de cancer de la prostate.

## Palmarès

### Bracelets des World Series of Poker
| Year | Event                         | Prize Money |
| ---- | ----------------------------- | ----------- |
| 1989 | $ 1,500 Seven-Card Stud Split | $ 104,400   |